# Raciária

Os Balcãs do norte, incluindo Raciária na Dácia Ripense (séc. VI EC)

Raciária (em latim: Ratiaria), Reciácia (em latim: Raetiaria, Retiaria) ou Razaria em búlgaro:  Рациария; em grego:  Ραζαρία μητρόπολις), foi uma cidade fundada ao longo do rio Danúbio pelos mésios, uma tribo daco-trácia, no século IV a.C.. Na época romana, era chamada Colônia Úlpia Trajana Raciária. 
Está localizada a dois quilômetros a oeste da atual vila de Archar na Província de Vidin, no noroeste da Bulgária. As cidades modernas mais próximas são Vidin (27 km a noroeste) e Lom (28 km a leste). Um museu arqueológico local foi recentemente criado em Dimovo.

## História

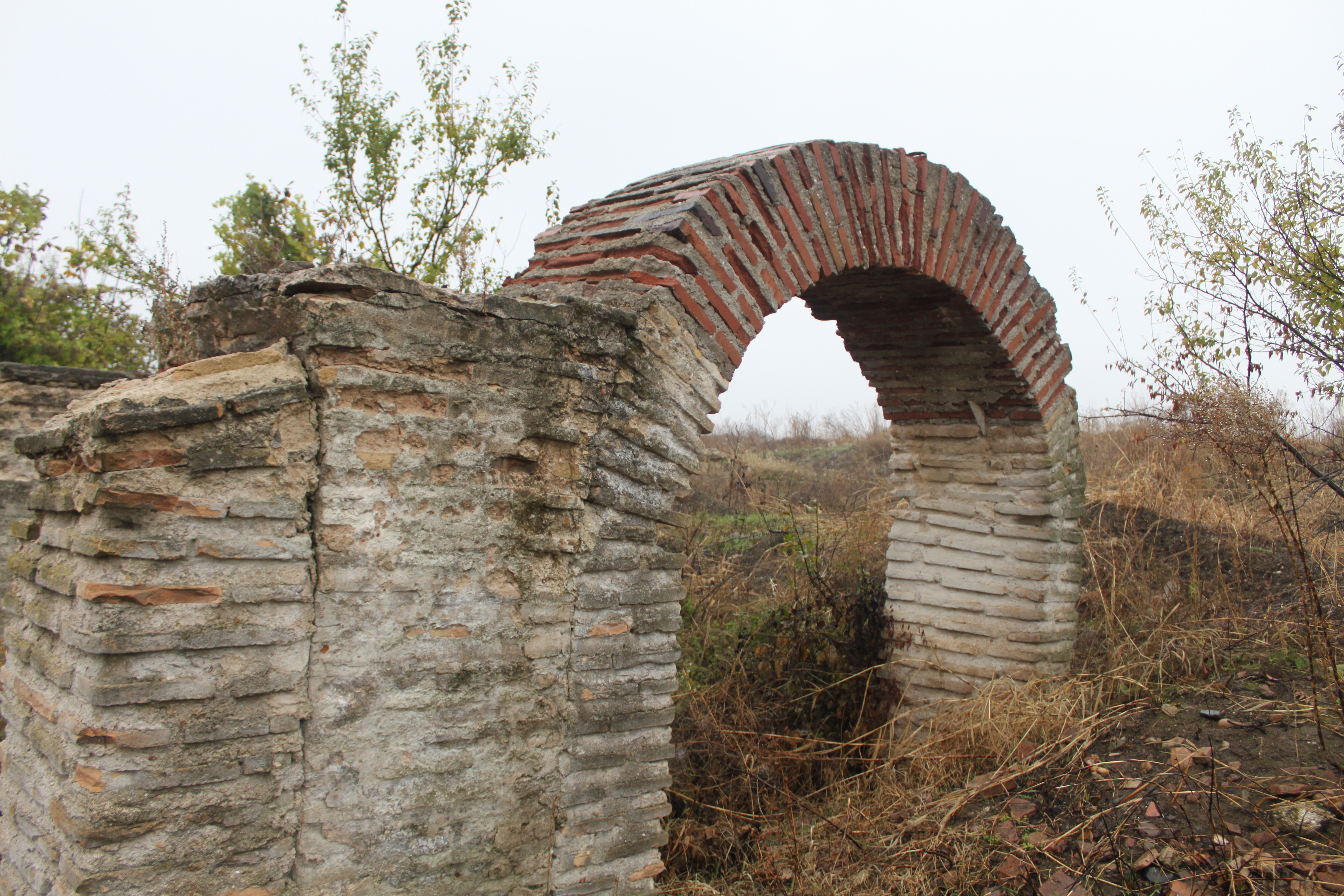
Residência do governador, Raciária

Raciária foi conquistada pelos dácios e mais tarde pelos romanos. A cidade tinha uma mina de ouro nas proximidades, que foi explorada pelos trácios, e o envolvimento mais antigo dos romanos ocorreu em 75 a.C., quando Caio Escribônio Curião, prefeito da Macedônia, entrou neste território. Em 29 a.C. Marco Licínio Crasso perseguiu os tribálios na região.
Apenas durante o principado de Augusto os romanos conquistaram a região, que foi organizada em uma província chamada Mésia. Em 33/34, Tibério construiu a estrada que ligava os fortes do Danúbio, incluindo Viminácio e Raciária. A cidade era certamente menos importante do que as vizinhas Sirmio, Viminácio e Naísso, mas sua fortaleza, localizada ao longo da fronteira da Danúbio, fez dela uma estação legionária essencial. A IV Legião Flávia Feliz esteve baseada nela pelo menos até a conquista de Dácia (101-106 EC), juntamente com a frota da Classe Mésica, sob Vespasiano. 
Após a conquista de Dácia, o castro foi abandonado e o assentamento tornou-se uma colônia da Mésia Superior (107 EC), chamada Colônia Úlpia Trajana Raciária em homenagem a seu fundador, o Imperador Trajano. Nos séculos II e III Raciária tornou-se próspero como centro comercial e aduaneiro. 
Vários patrícios romanos (aristocratas) viviam em Raciária, enquanto a vizinha Bonônia (hoje Vidin) era o lar de uma pequena unidade militar. Com o abandono definitivo de Dácia Trajana por Aureliano, em 271, os antigos castros da região foram reabertos. 
Não está claro se Aureliano ou o imperador Diocleciano substituíram a Dácia Aureliana por duas províncias,  mas, por 285, havia duas: a Dácia Mediterrânea, e a Dácia Ripense com capital em Raciária. Como capital da nova província, Raciária serviu como sede de um governador militar (ou duque) e como base militar da XIII Legião Gêmea. 
Mais tarde, essas duas Dácia, juntamente com a Dardânia, a Mésia Inferior e a Prevalitana, constituíram a Diocese da Dácia. A cidade se tornou um importante centro cristão no século IV e abrigou vários bispos. Paládio de Raciária, um teólogo cristão ariano, viveu nela no final do século IV. Em 586, foi saqueada pelos ávaros.  
As escavações arqueológicas do local começaram em 1958 e continuaram esporadicamente desde então. 